# Championnat de Russie de football de troisième division 2003
Navigation
Édition précédente Édition suivante
La saison 2003 de Vtoroï Divizion est la treizième édition de la troisième division russe. Elle prend place du 26 mars au 2 novembre 2003.
Quatre-vingt-treize clubs du pays sont divisés en cinq zones géographiques (Centre, Est, Ouest, Oural-Povoljié, Sud) contenant entre treize et vingt équipes chacune, où ils s'affrontent deux fois, à domicile et à l'extérieur. En fin de saison, le dernier de chaque zone est relégué en quatrième division, tandis que le vainqueur de chaque zone est directement promu en deuxième division.

## Compétition

### Règlement
Le classement est établi sur le barème de points suivant : trois points pour une victoire, un pour un match nul et aucun pour une défaite. Pour départager les équipes à égalité de points, les critères suivants sont utilisés :
1. Nombre de matchs gagnés
2. Confrontations directes (points, matchs gagnés, différence de buts, buts marqués, buts marqués à l'extérieur)
3. Différence de buts générale
4. Buts marqués (général)
5. Buts marqués à l'extérieur (général)

### Zone Centre

#### Participants
| Club                           | D3 depuis | Classement 2002 |
| ------------------------------ | --------- | --------------- |
| Vitiaz Podolsk                 | 2001      | 2               |
| Saliout-Energia Belgorod       | 2001      | 3               |
| Dinamo Briansk                 | 1998      | 4               |
| FK Orel                        | 1997      | 5               |
| Biokhimik-Mordovia Saransk     | 1998      | 5 (Povoljié)    |
| Spartak Tambov                 | 1997      | 6               |
| Riazan-Agrokomplekt            | 2000      | 7               |
| Torpedo Pavlovo                | 1995      | 7 (Povoljié)    |
| Don Novomoskovsk               | 1996      | 8               |
| FK Ielets                      | 2000      | 9               |
| Zénith Penza                   | 2002      | 9 (Povoljié)    |
| Spartak Loukhovitsy            | 1998      | 10              |
| Metallourg Vyksa               | 1999      | 10 (Povoljié)   |
| Kosmos Iegorievsk              | 1998      | 11              |
| Lokomotiv Kalouga              | 1998      | 12              |
| Titan Moscou                   | 1998      | 13              |
| Iskra Engels                   | 1998      | 13 (Povoljié)   |
| Avangard Koursk                | 1996      | 15              |
| Dinamo Toula                   | 1998      | 16              |
| Znamia Trouda Orekhovo-Zouïevo | 2000      | 17              |

#### Classement
| Rang | Équipe                         | Pts | J  | G  | N  | P  | Bp | Bc | Diff |
| ---- | ------------------------------ | --- | -- | -- | -- | -- | -- | -- | ---- |
| 1    | FK Orel                        | 83  | 36 | 27 | 2  | 7  | 64 | 26 | +38  |
| 2    | Dinamo Briansk                 | 83  | 36 | 26 | 5  | 5  | 61 | 20 | +41  |
| 3    | Saliout-Energia Belgorod       | 80  | 36 | 25 | 5  | 6  | 73 | 32 | +41  |
| 4    | Riazan-Agrokomplekt            | 64  | 36 | 19 | 7  | 10 | 42 | 23 | +19  |
| 5    | Don Novomoskovsk               | 64  | 36 | 19 | 7  | 10 | 50 | 47 | +3   |
| 6    | Titan Moscou                   | 61  | 36 | 18 | 7  | 11 | 71 | 48 | +23  |
| 7    | Spartak Tambov                 | 58  | 36 | 17 | 7  | 12 | 64 | 42 | +22  |
| 8    | Vitiaz Podolsk                 | 56  | 36 | 16 | 8  | 12 | 51 | 34 | +17  |
| 9    | Spartak Loukhovitsy            | 55  | 36 | 16 | 7  | 13 | 38 | 32 | +6   |
| 10   | FK Ielets                      | 53  | 36 | 15 | 8  | 13 | 41 | 37 | +4   |
| 11   | Zénith Penza                   | 43  | 36 | 12 | 7  | 17 | 36 | 44 | -8   |
| 12   | Kosmos Iegorievsk              | 41  | 36 | 11 | 8  | 17 | 28 | 49 | -21  |
| 13   | Avangard Koursk                | 37  | 36 | 10 | 7  | 19 | 28 | 37 | -9   |
| 14   | Lokomotiv Kalouga              | 35  | 36 | 8  | 11 | 17 | 32 | 46 | -14  |
| 15   | Metallourg Vyksa               | 32  | 36 | 8  | 8  | 20 | 33 | 65 | -32  |
| 16   | Torpedo Pavlovo                | 31  | 36 | 8  | 7  | 21 | 33 | 61 | -28  |
| 17   | Iskra Engels                   | 31  | 36 | 7  | 10 | 19 | 27 | 60 | -33  |
| 18   | Biokhimik-Mordovia Saransk     | 28  | 36 | 7  | 7  | 22 | 31 | 63 | -32  |
| 19   | Znamia Trouda Orekhovo-Zouïevo | 24  | 36 | 6  | 6  | 24 | 26 | 63 | -37  |
| 20   | Dinamo Toula                   | 0   | 0  | 0  | 0  | 0  | 0  | 0  | 0    |

Promotion en deuxième division
- 1er et 2e : promotion

Relégation en quatrième division
- 19e : relégation

- 15e et 16e : rétrogradation

- 20e : abandon

1. ↑  Le Dinamo Briansk est promu en deuxième division pour remplacer le Dinamo Saint-Pétersbourg.
2. 1 2  Le Metallourg Vyksa et le Torpedo Pavlovo se retirent de la compétition à l'issue de la saison.
3. ↑  Le Dinamo Toula se retire de la compétition à l'issue de la quatorzième journée. L'intégralité de ses résultats sont annulés.

### Zone Est

#### Participants
Légende des couleurs
- Relégué de deuxième division

| Club                             | D3 depuis | Classement 2002 |
| -------------------------------- | --------- | --------------- |
| Metallourg Krasnoïarsk           | 2003      | 18 (D2)         |
| Tchkalovets-1936 Novossibirsk    | 2001      | 2               |
| Dinamo Barnaoul                  | 1994      | 4               |
| Irtych Omsk                      | 1999      | 5               |
| Luch-Energia Vladivostok         | 1998      | 6               |
| Amour Blagovechtchensk           | 1993      | 7               |
| Zvezda Irkoutsk                  | 1997      | 9               |
| Smena Komsomolsk-sur-l'Amour     | 2002      | 10              |
| Okean Nakhodka                   | 1997      | 11              |
| Chakhtior Prokopievsk            | 2001      | 12              |
| Sibiriak Bratsk                  | 1998      | 13              |
| Tchkalovets-Olimpik Novossibirsk | 2000      | 14              |
| Selenga Oulan-Oude               | 1994      | 16              |

#### Classement
| Rang | Équipe                           | Pts | J  | G  | N  | P  | Bp | Bc | Diff |
| ---- | -------------------------------- | --- | -- | -- | -- | -- | -- | -- | ---- |
| 1    | Luch-Energia Vladivostok         | 52  | 24 | 16 | 4  | 4  | 53 | 23 | +30  |
| 2    | Dinamo Barnaoul                  | 47  | 24 | 15 | 2  | 7  | 41 | 22 | +19  |
| 3    | Irtych Omsk                      | 43  | 24 | 13 | 4  | 7  | 28 | 28 | 0    |
| 4    | Zvezda Irkoutsk                  | 43  | 24 | 12 | 7  | 5  | 39 | 18 | +21  |
| 5    | Tchkalovets-1936 Novossibirsk    | 42  | 24 | 12 | 6  | 6  | 44 | 21 | +23  |
| 6    | Smena Komsomolsk-sur-l'Amour     | 40  | 24 | 11 | 7  | 6  | 38 | 27 | +11  |
| 7    | Sibiriak Bratsk                  | 39  | 24 | 11 | 6  | 7  | 31 | 24 | +7   |
| 8    | Okean Nakhodka                   | 35  | 24 | 10 | 5  | 9  | 20 | 24 | -4   |
| 9    | Amour Blagovechtchensk           | 32  | 24 | 7  | 11 | 6  | 27 | 22 | +5   |
| 10   | Tchkalovets-Olimpik Novossibirsk | 22  | 24 | 6  | 4  | 14 | 23 | 35 | -12  |
| 11   | Metallourg Krasnoïarsk R         | 16  | 24 | 4  | 4  | 16 | 18 | 38 | -20  |
| 12   | Chakhtior Prokopievsk            | 13  | 24 | 3  | 4  | 17 | 24 | 57 | -33  |
| 13   | Selenga Oulan-Oude               | 10  | 24 | 2  | 4  | 18 | 15 | 62 | -47  |

Promotion en deuxième division
- 1er : promotion

Relégation en quatrième division
- 13e : relégation

- 10e : rétrogradation

Abréviations
- R : Relégué de deuxième division.

1. ↑  Le Tchkalovets-Olimpik Novossibirsk se retire de la compétition à l'issue de la saison.

### Zone Ouest

#### Participants
Légende des couleurs
- Promu de quatrième division

| Club                                 | D3 depuis | Classement 2002     |
| ------------------------------------ | --------- | ------------------- |
| Arsenal Toula                        | 2002      | 2                   |
| Ouralan Plious Moscou                | 2000      | 3                   |
| Svetogorets Svetogorsk               | 2001      | 4                   |
| Pskov-2000                           | 2000      | 5                   |
| Severstal Tcherepovets               | 2000      | 6                   |
| BSK Spirovo                          | 2002      | 7                   |
| Spartak-Telekom Chouïa               | 1998      | 9                   |
| Spartak Chtchiolkovo                 | 1995      | 10                  |
| Mosenergo Moscou                     | 1998      | 11                  |
| Volotchanine-Ratmir Vychni Volotchek | 1998      | 12                  |
| Sportakademklub Moscou               | 1998      | 13                  |
| Dinamo Vologda                       | 1994      | 14                  |
| Zénith-2 Saint-Pétersbourg           | 1998      | 15                  |
| Torpedo Vladimir                     | 2001      | 16                  |
| Spartak Kostroma                     | 1998      | 17                  |
| FK Vidnoïe                           | 2003      | 1 (D4, Moscou)      |
| FK Pikaliovo                         | 2003      | 1 (D4, Nord-Ouest)  |
| FK Reoutov                           | 2003      | 1 (D4, Podmoskovié) |
| Petrotrest Saint-Pétersbourg         | 2003      | 2 (D4, Nord-Ouest)  |
| Tekstilchtchik Ivanovo               | 2003      | 3 (D4, Anneau d'or) |

#### Classement
| Rang | Équipe                               | Pts | J  | G  | N  | P  | Bp | Bc | Diff |
| ---- | ------------------------------------ | --- | -- | -- | -- | -- | -- | -- | ---- |
| 1    | Arsenal Toula                        | 83  | 36 | 26 | 5  | 5  | 83 | 18 | +65  |
| 2    | Dinamo Vologda                       | 63  | 36 | 19 | 6  | 11 | 53 | 33 | +20  |
| 3    | Petrotrest Saint-Pétersbourg P       | 61  | 36 | 17 | 10 | 9  | 40 | 31 | +9   |
| 4    | Volotchanine-Ratmir Vychni Volotchek | 55  | 36 | 17 | 10 | 9  | 41 | 22 | +19  |
| 5    | FK Reoutov P                         | 54  | 36 | 15 | 9  | 12 | 50 | 46 | +4   |
| 6    | FK Vidnoïe P                         | 51  | 36 | 15 | 6  | 15 | 36 | 46 | -10  |
| 7    | Svetogorets Svetogorsk               | 49  | 36 | 12 | 13 | 11 | 41 | 43 | -2   |
| 8    | Zénith-2 Saint-Pétersbourg           | 48  | 36 | 13 | 9  | 14 | 34 | 39 | -5   |
| 9    | Pskov-2000                           | 48  | 36 | 11 | 15 | 10 | 51 | 36 | +15  |
| 10   | Spartak Kostroma                     | 46  | 36 | 9  | 19 | 8  | 29 | 27 | +2   |
| 11   | Torpedo Vladimir                     | 44  | 36 | 11 | 11 | 14 | 37 | 48 | -11  |
| 12   | Mosenergo Moscou                     | 43  | 36 | 11 | 10 | 15 | 34 | 38 | -4   |
| 13   | BSK Spirovo                          | 43  | 36 | 11 | 10 | 15 | 31 | 48 | -17  |
| 14   | Tekstilchtchik Ivanovo P             | 41  | 36 | 11 | 8  | 16 | 30 | 36 | -6   |
| 15   | Spartak-Telekom Chouïa               | 41  | 36 | 10 | 11 | 15 | 26 | 38 | -12  |
| 16   | Serverstal Tcherepovets              | 41  | 36 | 10 | 11 | 15 | 37 | 50 | -13  |
| 17   | Spartak Chtchiolkovo                 | 41  | 36 | 10 | 11 | 15 | 34 | 44 | -10  |
| 18   | Sportakademklub Moscou               | 40  | 36 | 10 | 10 | 16 | 31 | 44 | -13  |
| 19   | FK Pikaliovo P                       | 38  | 36 | 10 | 8  | 18 | 36 | 54 | -18  |
| 20   | Ouralan Plious Moscou                | 0   | 0  | 0  | 0  | 0  | 0  | 0  | 0    |

Promotion en deuxième division
- 1er : promotion

Relégation en quatrième division
- 19e : relégation

- 7e, 12e et 15e : rétrogradation

- 20e : abandon

Abréviations
- P : Promu de quatrième division

1. ↑  Le Svetogorets Svetogorsk se retire de la compétition à l'issue de la saison.
2. ↑  Le Mosenergo Moscou se voit refuser l'attribution d'une licence professionnelle pour la saison suivante et est rétrogradé en quatrième division.
3. ↑  Le Spartak-Telekom Chouïa fusionne avec le Tekstilchtchik Ivanovo à l'issue de la saison pour former le Tekstilchtchik-Telekom Ivanovo.
4. ↑  L'Ouralan Plious Moscou se retire de la compétition à l'issue de la huitième journée. L'intégralité de ses résultats sont annulés.

### Zone Oural-Povoljié

#### Participants
Légende des couleurs
- Promu de quatrième division

| Club                             | D3 depuis | Classement 2002                   |
| -------------------------------- | --------- | --------------------------------- |
| Sodovik Sterlitamak              | 1997      | 2 (Oural)                         |
| Volga Oulianovsk                 | 1997      | 2 (Povoljié)                      |
| Loukoïl Tcheliabinsk             | 2002      | 3 (Oural)                         |
| Gazovik Orenbourg                | 1998      | 4 (Oural)                         |
| Energetik Ouren                  | 1998      | 4 (Povoljié)                      |
| Neftianik Oufa                   | 2002      | 5 (Oural)                         |
| Kamaz Naberejnye Tchelny         | 1999      | 6 (Oural)                         |
| Elektronika Nijni Novgorod       | 2001      | 6 (Povoljié)                      |
| Zénith Tcheliabinsk              | 1998      | 7 (Oural)                         |
| Dinamo-Machinostroïtel Kirov     | 1999      | 8 (Oural)                         |
| Lada-SOK Dimitrovgrad            | 2000      | 8 (Povoljié)                      |
| Alnas Almetievsk                 | 2001      | 9 (Oural)                         |
| Ouralets Nijni Taguil            | 1998      | 10 (Oural)                        |
| Nosta Novotroïtsk                | 2001      | 11 (Oural)                        |
| Metallourg-Metiznik Magnitogorsk | 1998      | 12 (Oural)                        |
| Spartak Iochkar-Ola              | 2000      | 12 (Povoljié)                     |
| Dinamo Ijevsk                    | 1995      | 13 (Oural)                        |
| Torpedo Voljski                  | 1998      | 15 (Povoljié)                     |
| Tobol Kourgan                    | 2003      | 1 (D4, Oural-Sibérie occidentale) |
| Lokomotiv Nijni Novgorod         | 2003      | 1 (D4, Privoljié)                 |

#### Classement
| Rang | Équipe                           | Pts | J  | G  | N  | P  | Bp | Bc | Diff |
| ---- | -------------------------------- | --- | -- | -- | -- | -- | -- | -- | ---- |
| 1    | Kamaz Naberejnye Tchelny         | 94  | 38 | 30 | 4  | 4  | 85 | 20 | +65  |
| 2    | Loukoïl Tcheliabinsk             | 93  | 38 | 29 | 6  | 3  | 85 | 27 | +58  |
| 3    | Sodovik Sterlitamak              | 90  | 38 | 28 | 6  | 4  | 87 | 24 | +63  |
| 4    | Volga Oulianovsk                 | 79  | 38 | 24 | 7  | 7  | 58 | 21 | +37  |
| 5    | Nosta Novotroïtsk                | 77  | 38 | 24 | 5  | 9  | 66 | 38 | +28  |
| 6    | Energetik Ouren                  | 65  | 38 | 19 | 8  | 11 | 48 | 32 | +16  |
| 7    | Gazovik Orenbourg                | 62  | 38 | 17 | 11 | 10 | 45 | 41 | +4   |
| 8    | Zénith Tcheliabinsk              | 57  | 38 | 16 | 9  | 13 | 46 | 41 | +5   |
| 9    | Neftianik Oufa                   | 51  | 38 | 15 | 6  | 17 | 47 | 41 | +6   |
| 10   | Alnas Almetievsk                 | 43  | 38 | 11 | 10 | 17 | 40 | 49 | -9   |
| 11   | Lokomotiv Nijni Novgorod P       | 43  | 38 | 11 | 10 | 17 | 42 | 54 | -12  |
| 12   | Lada-SOK Dimitrovgrad            | 41  | 38 | 11 | 8  | 19 | 35 | 51 | -16  |
| 13   | Ouralets Nijni Taguil            | 38  | 38 | 11 | 5  | 22 | 39 | 63 | -24  |
| 14   | Elektronika Nijni Novgorod       | 38  | 38 | 11 | 5  | 22 | 41 | 62 | -21  |
| 15   | Tobol Kourgan P                  | 36  | 38 | 9  | 9  | 20 | 39 | 65 | -26  |
| 16   | Dinamo-Machinostroïtel Kirov     | 34  | 38 | 9  | 7  | 22 | 27 | 61 | -34  |
| 17   | Dinamo Ijevsk                    | 32  | 38 | 8  | 8  | 22 | 24 | 58 | -34  |
| 18   | Torpedo Voljski                  | 32  | 38 | 7  | 11 | 20 | 39 | 72 | -33  |
| 19   | Metallourg-Metiznik Magnitogorsk | 31  | 38 | 9  | 4  | 25 | 37 | 70 | -33  |
| 20   | Spartak Iochkar-Ola              | 31  | 38 | 8  | 7  | 23 | 30 | 70 | -40  |

Promotion en deuxième division
- 1er : promotion

Relégation en quatrième division
- 19e et 20e : relégation

Abréviations
- P : Promu de quatrième division

### Zone Sud

#### Participants
Légende des couleurs
- Relégué de deuxième division
- Promu de quatrième division

| Club                            | D3 depuis | Classement 2002    |
| ------------------------------- | --------- | ------------------ |
| SKA Rostov                      | 2003      | 17 (D2)            |
| Dinamo Makhatchkala             | 1998      | 2                  |
| Dinamo Stavropol                | 2000      | 3                  |
| Olimpia Volgograd               | 2000      | 3 (Povoljié)       |
| Avtodor Vladikavkaz             | 1995      | 4                  |
| Krasnodar-2000                  | 2001      | 5                  |
| Spartak Anapa                   | 2001      | 6                  |
| Angoucht Nazran                 | 1996      | 7                  |
| Droujba Maïkop                  | 1999      | 8                  |
| FK Slaviansk                    | 1998      | 9                  |
| Kavkazkabel Prokhladny          | 1992      | 10                 |
| Vitiaz Krymsk                   | 1999      | 11                 |
| Jemtchoujina Sotchi             | 2001      | 12                 |
| Spartak-Kavkaztransgaz Izobilny | 2000      | 13                 |
| Soudostroïtel Astrakhan         | 2000      | 14                 |
| Jemtchoujina Boudionnovsk       | 2002      | 15                 |
| Chakhtior Chakhty               | 1998      | 16                 |
| Nart Tcherkessk                 | 2002      | 17                 |
| Machouk-KMV Piatigorsk          | 2003      | 1 (D4, Sud)        |
| Tekstilchtchik Kamychine        | 2003      | 1 (D4, Tchernozem) |

#### Classement
| Rang | Équipe                          | Pts  | J  | G  | N  | P  | Bp | Bc | Diff |
| ---- | ------------------------------- | ---- | -- | -- | -- | -- | -- | -- | ---- |
| 1    | Dinamo Makhatchkala             | 92   | 38 | 29 | 5  | 4  | 95 | 26 | +69  |
| 2    | Olimpia Volgograd               | 77   | 38 | 22 | 11 | 5  | 67 | 34 | +33  |
| 3    | Krasnodar-2000                  | 74   | 38 | 22 | 8  | 8  | 64 | 33 | +31  |
| 4    | Dinamo Stavropol                | 73-6 | 38 | 25 | 4  | 9  | 62 | 34 | +28  |
| 5    | SKA Rostov R                    | 69   | 38 | 21 | 6  | 11 | 58 | 37 | +21  |
| 6    | Avtodor Vladikavkaz             | 66   | 38 | 17 | 15 | 6  | 54 | 27 | +27  |
| 7    | Vitiaz Krymsk                   | 62   | 38 | 18 | 8  | 12 | 46 | 36 | +10  |
| 8    | Angoucht Nazran                 | 57   | 38 | 17 | 6  | 15 | 41 | 46 | -5   |
| 9    | Spartak Anapa                   | 57   | 38 | 15 | 12 | 11 | 48 | 31 | +17  |
| 10   | Machouk-KMV Piatigorsk P        | 56   | 38 | 17 | 5  | 16 | 46 | 37 | +9   |
| 11   | Droujba Maïkop                  | 52   | 38 | 14 | 10 | 14 | 45 | 46 | -1   |
| 12   | Jemtchoujina Boudionnovsk       | 48   | 38 | 14 | 6  | 18 | 43 | 54 | -11  |
| 13   | FK Slaviansk                    | 43   | 38 | 12 | 7  | 19 | 41 | 49 | -8   |
| 14   | Kavkazkabel Prokhladny          | 41   | 38 | 12 | 5  | 21 | 45 | 56 | -11  |
| 15   | Tekstilchtchik Kamychine P      | 39   | 38 | 11 | 6  | 21 | 44 | 57 | -13  |
| 16   | Spartak-Kavkaztransgaz Izobilny | 39   | 38 | 9  | 12 | 17 | 46 | 62 | -16  |
| 17   | Soudostroïtel Astrakhan         | 34   | 38 | 9  | 7  | 22 | 23 | 62 | -39  |
| 18   | Jemtchoujina Sotchi             | 32   | 38 | 9  | 5  | 24 | 36 | 66 | -30  |
| 19   | Nart Tcherkessk                 | 26   | 38 | 7  | 5  | 26 | 25 | 91 | -66  |
| 20   | Chakhtior Chakhty               | 22   | 38 | 5  | 7  | 26 | 25 | 70 | -45  |

Promotion en deuxième division
- 2e : promotion

Relégation en quatrième division
- 20e : relégation

- 9e, 14e, 18e et 19e : rétrogradation

Abréviations
- P : Promu de quatrième division
- R : Relégué de deuxième division

1. ↑  Le Dinamo Stavropol se voit retirer six points pour le non-paiement du salaire d'un joueur.
2. 1 2 3 4  Le Spartak Anapa, le Kavkazkabel Prokhladny, le Jemtchoujina Sotchi et le Nart Tcherkessk se retirent de la compétition à l'issue de la saison.

## Coupe PFL
La saison 2003 voit se jouer la première édition de la coupe PFL à la fin de la saison durant le mois de novembre. Celle-ci regroupe les vainqueurs de chaque groupe au sein d'une poule unique et les voit s'affronter chacun une fois sur terrain neutre, au stade Loujniki de Moscou. Le premier au classement à l'issue du tournoi est désigné champion de la troisième division et se voit remettre le trophée de la coupe PFL.
Le Dinamo Makhatchkala refuse de prendre part à la compétition, l'intégralité de ses rencontres sont donc comptées comme des défaites techniques 3-0.
L'Arsenal Toula remporte la compétition et est désigné champion de la troisième division.
| Rang | Équipe                   | Pts | J | G | N | P | Bp | Bc | Diff |  | Résultats (▼ dom., ► ext.) | ARS | ORE | VLA | KAM | DNM |
| ---- | ------------------------ | --- | - | - | - | - | -- | -- | ---- |  | -------------------------- | --- | --- | --- | --- | --- |
| 1    | Arsenal Toula            | 10  | 4 | 3 | 1 | 0 | 8  | 3  | +5   |  | Arsenal Toula              |     |     |     | 2-2 | 3-0 |
| 2    | FK Orel                  | 7   | 4 | 2 | 1 | 1 | 9  | 5  | +4   |  | FK Orel                    | 1-2 |     |     | 2-2 |     |
| 3    | Luch-Energia Vladivostok | 6   | 4 | 2 | 0 | 2 | 7  | 5  | +2   |  | Luch-Energia Vladivostok   | 0-1 | 1-3 |     |     |     |
| 4    | Kamaz Naberejnye Tchelny | 5   | 4 | 1 | 2 | 1 | 1  | 8  | -7   |  | Kamaz Naberejnye Tchelny   |     |     | 1-3 |     | 3-0 |
| 5    | Dinamo Makhatchkala      | 0   | 4 | 0 | 0 | 4 | 0  | 12 | -12  |  | Dinamo Makhatchkala        |     | 0-3 | 0-3 |     |     |